# 28세 미성년
《28세 미성년》(중국어: 28岁未成年, 영어: Suddenly Seventeen)은 2016년에 개봉한 중국의 판타지, 로맨스, 드라마 영화이다. 장모가 감독을 맡았다. 중국에서는 2016년 12월 9일에, 대한민국에서는 2018년 11월 21일에 개봉되었다.

## 출연진
- 니니 - 량시아 역
- 곽건화 - 마오 역
- 왕대륙 - 얀 역
- 마소 -  조연

## 같이 보기
- 해리성 정체성 장애